# Chandler (cráter)

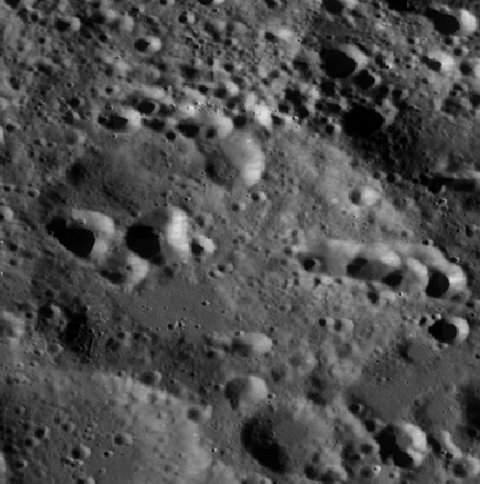
Fotografía de la misión
Lunar Reconnaissance Orbiter

Chandler es un cráter de impacto que se encuentra en el hemisferio norte de la cara oculta de la Luna. Se encuentra al sureste de la gran llanura amurallada del cráter D'Alembert, y la sureste del cráter Chernyshev, un poco más pequeño.
|  |

Se trata de un cráter muy desgastado y erosionado que ahora es esencialmente una amplia depresión en una zona irregular y accidentada de la superficie lunar. Unidos al borde exterior sursudoeste aparece Chandler P. Múltiples cráteres algo más pequeños pero igualmente desgastados se sitúan a lo largo del borde y la pared interna de Chandler, pero la parte norte del brocal ha sido prácticamente destruida por un conjunto de pequeños impactos. También se localiza una cadena de impactos que aparenta pasar a través del punto medio del cráter, con un doble impacto en la mitad occidental y una cadena de tres impactos más en la mitad oriental. El resto de la planta es algo irregular, con varios pequeños cráteres y un par de pequeños impactos cerca de la ribera sur.

## Cráteres satélite
Por convención estos elementos son identificados en los mapas lunares poniendo la letra en el lado del punto medio del cráter que está más cerca de Chandler.
|          | \| Chandler \| Coordenadas \| Diámetro \| \| -------- \| ------------------------------ \| -------- \| \| G \| 43°18′N 175°48′E / 43.3, 175.8 \| 33 km \| \| P \| 41°42′N 170°18′E / 41.7, 170.3 \| 67 km \| \| Q \| 41°12′N 169°12′E / 41.2, 169.2 \| 16 km \| \| U \| 45°30′N 166°42′E / 45.5, 166.7 \| 14 km \| |          |
| Chandler | Coordenadas | Diámetro |
| G        | 43°18′N 175°48′E / 43.3, 175.8 | 33 km    |
| P        | 41°42′N 170°18′E / 41.7, 170.3 | 67 km    |
| Q        | 41°12′N 169°12′E / 41.2, 169.2 | 16 km    |
| U        | 45°30′N 166°42′E / 45.5, 166.7 | 14 km    |